# Evergestis obliqualis
Evergestis obliqualis là một loài bướm đêm trong họ Crambidae.